# Bodilus loeffleri
Bodilus loeffleri är en skalbaggsart som beskrevs av Rudolph Petrovitz 1963. Bodilus loeffleri ingår i släktet Bodilus och familjen Aphodiidae. Inga underarter finns listade.